# Simone Mathieu
René Simone Passemard Mathieu, född 31 januari 1908, Neuilly-sur-Seine, Frankrike, död 7 januari 1980 var en fransk tennisspelare. Simone Mathieu var den dominerande kvinnliga franska tennisspelaren under 1930-talet. Hon deltog i 24 Grand Slam (GS)-finaler under tioårsperioden 1929–1939. Av dessa vann hon 13, varav två i singel, nio i dubbel och två i mixed dubbel.
Mathieu upptogs 2006 i International Tennis Hall of Fame.

## Tenniskarriären
Mathieu spelade åtta singelfinaler i grusturneringen, tillika GS-turneringen Franska mästerskapen, den första 1929 och den sista 1939. Hon mötte i finalerna 1929 och 1932 amerikanskan och världsettan Helen Wills Moody, som räknas till de allra främsta kvinnliga tennisspelarna genom tiderna. Wills Moody vann båda mötena. Mathieu spelade under 1930-talet ytterligare sex singelfinaler i samma turnering och förlorade fyra av dem, varav tre i följd, 1935–1937, mot tyskan Hilde Krahwinkel Sperling, ansedd som en av de bästa grusspelarna genom tiderna. Finalen 1933 förlorade hon mot brittiskan Margaret Scriven Vivian. 
Mathieu vann 1938 sin första singeltitel i Franska mästerskapen, i Krahwinkel Sperlings frånvaro, genom finalseger över belgiskfödda fransyskan Nelly Landry (6–0, 6–3). Den andra singeltiteln i turneringen vann hon 1939, denna gång genom finalseger över sin flerfaldiga dubbelpartner, polskan Jadwiga Jedrzejowska (6–3, 8–6). 
Störst framgångar hade Mathieu som dubbelspelare. Som sådan nådde hon 14 GS-finaler. Franska mästerskapen vann hon sex gånger, varav två gånger tillsammans med amerikanskan Elizabeth Ryan, tre gånger tillsammans med brittiskan Billie Yorke och en gång, 1939, tillsammans med Jedrzejowska. År 1937 vann hon mixed dubbelfinalen i Franska mästerskapen tillsammans med landsmannen Yvon Petra. Med Jedrzejowska nådde hon också dubbelfinalen i Amerikanska mästerskapen 1938. Tillsammans med Ryan (två gånger) och Yorke vann hon sina tre dubbeltitlar i Wimbledonmästerskapen.

## Spelaren och personen
Simone Mathieu var en konditionsstark person som spelade med stor koncentration. Hon var en typisk baslinjespelare som tålmodigt väntade ut motståndarens misstag under långa slagväxlingar (på engelska "rallies"). Hon hade ett mycket kraftfullt forehandslag. Hennes spel var bäst lämpat för långsamt grusunderlag och särskilt för dubbelspel.

## Grand Slam-titlar
- Franska mästerskapen
  - Singel - 1938, 1939
  - Dubbel - 1933, 1934, 1936, 1937, 1938, 1939
  - Mixed dubbel - 1937, 1938
- Wimbledonmästerskapen
  - Dubbel - 1933, 1934, 1937